# セインツ・アー・カミング
「セインツ・アー・カミング」（原題：The Saints Are Coming）は、ザ・スキッズが1978年に発表した楽曲。本項目では、U2とグリーン・デイの連名により2006年に発表されたカヴァー・シングルについても記述する。

## オリジナル・ヴァージョン
ザ・スキッズにとって、メジャー・デビュー後としては2作目のシングル曲。バンドは、本作で初めて全英シングルチャートのトップ50入りを果たした。
4曲入りシングルのリード・トラックであり、本作をタイトルに冠したヴァージョンと、タイトルを「Wide Open EP」として「The Saints Are Coming」を1曲目に収録したヴァージョンが存在する。「The Saints Are Coming」と「Of One Skin」の2曲は、翌1979年発表のファースト・アルバム『スケアード・トゥ・ダンス』にも収録された。B面に収録された「Night and Day」と「Contusion」の2曲は、オリジナル・アルバム未収録だったが、『スケアード・トゥ・ダンス』が2005年に再発された際に、ボーナス・トラックとして追加収録された。
2009年、アメリカ映画『処刑人II』のサウンドトラックでザ・スキッズのヴァージョンが使用された。

## U2 & グリーン・デイ
2006年9月、U2とグリーン・デイは、2005年8月のハリケーン・カトリーナで甚大な被害にあったニューオーリンズのミュージシャン達を救うため、「セインツ・アー・カミング」のカヴァーをチャリティ・シングルとして発売することを発表した。このシングルの収益は、すべてジ・エッジ、ボブ・エズリン、ギブソンが2005年末に設立した「ニュー・ライジング」（カトリーナによって楽器を失ったミュージシャンに、新しい楽器を提供するために立ち上げられた団体）に寄付されることとなった。
また、両バンドは9月25日に、ニューオーリンズのルイジアナ・スーパードームでNFLのプレ・ショウとしてライヴを披露した。この時、トロンボーン・ショーティことトロイ・アンドリュースや、リバース・ブラス・バンドのメンバーを含むホーン・セクションと共に、この曲を演奏している。この時のライヴ録音は、シングルにカップリング曲として収録された。なお、この両バンドによるプレ・ショウでは、グリーン・デイの楽曲「ウェイク・ミー・アップ・ホウェン・セプテンバー・エンズ」や、U2の楽曲「ビューティフル・デイ」も演奏された。
本作のミュージック・ビデオは、クリス・ミルクが監督を務めた。日本では、MTV Video Music Awards Japanで最優秀コラボレーションビデオ賞を受賞している。
2011年1月から12月まで、フジテレビの『みんなのKEIBA』でも使用されていた。

### 収録曲
1. セインツ・アー・カミング - "The Saints Are Coming" - 3:24
2. セインツ・アー・カミング（ライヴ） - "The Saints Are Coming (Live from New Orleans)" - 3:26